# Bulbophyllum racemosum
Bulbophyllum racemosum é uma espécie de orquídea (família Orchidaceae) pertencente ao gênero Bulbophyllum. Foi descrita por Robert Allen Rolfe em 1893.